# 포크로프 (러시아)

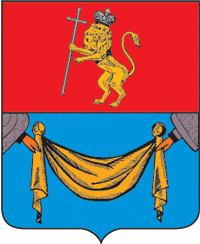
시 문장

포크로프(러시아어: Покров)는 러시아 블라디미르주 서부에 위치한 도시로, 인구는 15,920명(2002년 기준)이다. 블라디미르(블라디미르 주의 주도)에서 서쪽으로 82km 정도 떨어진 곳에 위치한다. 17세기 수도원 마을이 들어섰고 1778년 시로 승격되었다.